# Nesopupa ponapica
Nesopupa ponapica је пуж из реда Stylommatophora и фамилије Pupillidae. 

## Угроженост
Подаци о распрострањености ове врсте су недовољни.

## Распрострањење
Само Микронезија.

## Станиште
Врста Nesopupa ponapica има станиште на копну.